# Franz Lichtenberger
Franz Lichtenberger (* 31. August 1881 in Ahrensfelde; † 7. November 1942) war ein preußischer Lehrer und Schriftsteller.
Lichtenberger war als Rektor tätig. Daneben trat er als Jugendschriftsteller hervor.

## Werke
- 1905: Was wir uns von der deutschen Flotte erzählt haben
- 1907: Vom Leben der Pflanzen
- 1908: Von Blumen und Bäumen
- 1908: Meine Verse
- 1923: Klein Susel I
- 1925: Klein Susel II
- 1927: Was wir uns von den Pflanzen erzählt haben
- 1933: Graf Zeppelin